# Les Mystères de Barcelone
Pour plus de détails, voir Fiche technique et Distribution.
Les Mystères de Barcelone est un thriller policier espagnol tourné en catalan réalisée par Lluis Danès, sorti en 2020.

## Fiche technique
- Titre original : La vampira de Barcelona
- Réalisation : Lluis Danès
- Scénario : Maria Jaén et Lluís Arcarzo
- Musique : Alfred Tapscott
- Décors : Pep Oliver
- Costumes : Mercè Paloma
- Photographie : Josep M. Civit
- Montage : Dani Arregui
- Production : Raimon Masllorens
  - Producteur exécutif : Esther Dueñas et Oriol Sala-Patau
  - Producteur délégué : Laura Fernández Brites, Arlette Peyret et Nélida Sánchez
  - Coproducteur : Carlos Fernández
- Sociétés de production : Brutal Media, Filmax Entertainment, ICIC et TV3
- Société de distribution : Destiny Distribution
- Pays de production :  Espagne
- Langue originale : catalan
- Format : couleur — 2,35:1
- Genre : Thriller policier
- Durée : 106 minutes
- Dates de sortie :
  - Espagne : 
    - 9 octobre 2020 (Sitges)
    - 4 décembre 2020 (en salles)

  - France : 
    - 19 mars 2022 (Villeurbanne)
    - 28 septembre 2022 (en salles)

## Distribution
- Nora Navas : Enriqueta Martí
- Roger Casamajor : Sebastià Comas
- Bruna Cusí : Amèlia
- Sergi López : Commissaire Amorós
- Núria Prims : Mme Leonor
- Francesc Orella : Salvat
- Pablo Derqui : M. Fuster
- Anna Alarcón : Pepita
- Albert Pla : le transformiste